# San Pablo kommun, Chile
San Pablo är en kommun i Chile.   Den ligger i provinsen Provincia de Osorno och regionen Región de Los Lagos, i den södra delen av landet, 800 km söder om huvudstaden Santiago de Chile.
Trakten runt San Pablo består till största delen av jordbruksmark. Runt San Pablo är det ganska tätbefolkat, med 160 invånare per kvadratkilometer.